# Свети Архангел Михаил (Нестрам)
Вижте пояснителната страница за други значения на Свети Архангел Михаил.
„Свети Архангели Михаил и Гавриил“ (на гръцки: Ταξιαρχών Μιχαήλ και Γαβριήλ) е православна църква в костурското село Нестрам (Несторио), Егейска Македония, Гърция. Храмът е в Костурската епархия.
Храмът представлява малък параклис в горната махала на Нестрам – Горнени, построен в началото на XX век на мястото на по-стара църква, която е била метох на манастира „Свети Захарий“ преди неговото опожаряване. Днешният малък храм е украсен със забележителни икони от 1930 година, дело на видния костурски зограф Атанасиос Панайоту.